# Szermierka na Igrzyskach Panamerykańskich 2023
Szermierka na Igrzyskach Panamerykańskich 2023 odbywała się w dniach 30 października–4 listopada 2023 roku w Centro de Deportes Paralímpicos w stolicy Chile, Santiago. W zawodach wzięło łącznie 159 sportowców z 16 krajów.

## Podsumowanie

### Klasyfikacja medalowa
| Klasyfikacja medalowa | Klasyfikacja medalowa | Klasyfikacja medalowa | Klasyfikacja medalowa | Klasyfikacja medalowa | Klasyfikacja medalowa |
| Miejsce               | państwo               | Złoto                 | Srebro                | Brąz                  | Razem                 |
| --------------------- | --------------------- | --------------------- | --------------------- | --------------------- | --------------------- |
| 1                     | Stany Zjednoczone     | 8                     | 3                     | 0                     | 11                    |
| 2                     | Kanada                | 2                     | 6                     | 4                     | 12                    |
| 3                     | Brazylia              | 1                     | 0                     | 4                     | 5                     |
| 4                     | Argentyna             | 1                     | 0                     | 2                     | 3                     |
| 5                     | Wenezuela             | 0                     | 1                     | 3                     | 4                     |
| 6                     | Chile                 | 0                     | 1                     | 1                     | 2                     |
| 7                     | Peru                  | 0                     | 1                     | 0                     | 1                     |
| 8                     | Meksyk                | 0                     | 0                     | 3                     | 3                     |
| 9                     | Kuba                  | 0                     | 0                     | 1                     | 1                     |
| Razem                 | Razem                 | 12                    | 12                    | 18                    | 42                    |

### Medaliści

#### Mężczyźni
| 1. miejsce                                                              | 2. miejsce                                                         | 3. miejsce                                                      | Źródło |
| Floret                                                                  | Floret                                                             | Floret                                                          |        |
| ----------------------------------------------------------------------- | ------------------------------------------------------------------ | --------------------------------------------------------------- | ------ |
| Nick Itkin                                                              | Miles Chamley-Watson                                               | Augusto Servello Guilherme Toldo                                | [ 2 ]  |
| Stany Zjednoczone · Gerek Meinhardt · Nick Itkin · Miles Chamley-Watson | Kanada · Maximilien Van Haaster · Blake Broszus · Patrick Liu      | Brazylia · Pedro Marostega · Guilherme Toldo · Henrique Marques | [ 3 ]  |
| Szpada                                                                  |                                                                    |                                                                 |        |
| Dylan French                                                            | Pablo Núñez                                                        | Francisco Limardo Alexandre Camargo                             | [ 4 ]  |
| Stany Zjednoczone · Curtis McDowald · Samuel Imrek · Samuel Larsen      | Kanada · Fynn Fafard · Dylan French · Nicholas Zhang               | Argentyna · Jesús Lugones · Alessandro Taccani · Agustín Gusmán | [ 5 ]  |
| Szabla                                                                  |                                                                    |                                                                 |        |
| Andrew Doddo                                                            | Eliécer Romero                                                     | Fares Arfa Shaul Gordon                                         | [ 6 ]  |
| Kanada · François Cauchon · Shaul Gordon · Fares Arfa                   | Stany Zjednoczone · Josef Cohen · Andrew Doddo · Filip Dolegiewicz | Wenezuela · Abraham Rodríguez · Eliécer Romero · José Quintero  | [ 7 ]  |

#### Kobiety
| 1. miejsce                                                                   | 2. miejsce                                                  | 3. miejsce                                                     | Źródło |
| Floret                                                                       | Floret                                                      | Floret                                                         |        |
| ---------------------------------------------------------------------------- | ----------------------------------------------------------- | -------------------------------------------------------------- | ------ |
| Lee Kiefer                                                                   | Eleanor Harvey                                              | Jessica Guo Mariana Pistoia                                    | [ 8 ]  |
| Stany Zjednoczone · Jacqueline Dubrovich · Lee Kiefer · Zander Rhodes        | Kanada · Jessica Guo · Sabrina Fang · Eleanor Harvey        | Meksyk · Nataly Michel · Denisse Hernández · Melissa Rebolledo | [ 9 ]  |
| Szpada                                                                       |                                                             |                                                                |        |
| Clara Isabel Di Tella                                                        | María Luisa Doig                                            | Analía Fernández Ruien Xiao                                    | [ 10 ] |
| Brazylia · Amanda Simeão · Nathalie Moellhausen · Victória Vizeu             | Kanada · Alexanne Verret · Ruien Xiao · Leonora MacKinnon   | Wenezuela · Eliana Lugo · Lizzie Asis · María Martínez         | [ 11 ] |
| Szabla                                                                       |                                                             |                                                                |        |
| Magda Skarbonkiewicz                                                         | Maia Chamberlain                                            | Julieta Toledo Leidis Veranes                                  | [ 12 ] |
| Stany Zjednoczone · Maia Chamberlain · Magda Skarbonkiewicz · Alexis Anglade | Kanada · Pamela Brind'Amour · Marissa Ponich · Tamar Gordon | Meksyk · Natalia Botello · Diana González · Julieta Toledo     | [ 13 ] |